# Кантаньєде
Кантаньє́де (порт. Cantanhede; МФА: [kɐ̃.tɐ.ˈɲe.dɨ], Кантанє́ди) — муніципалітет і місто в Португалії, в окрузі Коїмбра. Розташований у центральній частині країни, на березі Атлантичного океану, на теренах історичної португальської провінції Бейра. Належить до Коїмбрської діоцезії Католицької церкви в Португалії. Права міського самоврядування має з 1514 року. Поділяється на 14 парафій. За адміністративним поділом, чинним до 1976 року, був складовою провінції Берегова Бейра. Площа муніципалітету — 390,88 км², населення муніципалітету — 36389 ос. (2011); густота населення — 93,1 осіб/км²
. Патрон — святий Петро. Святковий день муніципалітету — 25 липня. Поштовий індекс — 3060.  Код місцевої адміністративної одиниці — 0602. Складова статистичного регіону Центр.

## Географія
Кантаньєде розташоване на заході Португалії, на північному заході округу Коїмбра.
Кантаньєде межує на півночі з муніципалітетами Вагуш, Олівейра-ду-Байрру і Анадія, на сході — з муніципалітетом Меаляда, на південному сході — з муніципалітетом Коїмбра, на півдні — з муніципалітетом Монтемор-у-Велю, на південному заході — з муніципалітетом Фігейра-да-Фош, на північному заході — з муніципалітетом Міра. На заході омивається водами Атлантичного океану.

## Історія
1514 року португальський король Мануел I надав Кантаньєду форал, яким визнав за поселенням статус містечка та муніципальні самоврядні права.

## Населення
| Кількість мешканців | Кількість мешканців | Кількість мешканців | Кількість мешканців | Кількість мешканців | Кількість мешканців | Кількість мешканців | Кількість мешканців | Кількість мешканців | Кількість мешканців | Кількість мешканців | Кількість мешканців | Кількість мешканців | Кількість мешканців | Кількість мешканців | Кількість мешканців |
| ------------------- | ------------------- | ------------------- | ------------------- | ------------------- | ------------------- | ------------------- | ------------------- | ------------------- | ------------------- | ------------------- | ------------------- | ------------------- | ------------------- | ------------------- | ------------------- |
| 1864                | 1878                | 1890                | 1900                | 1911                | 1920                | 1930                | 1940                | 1950                | 1960                | 1970                | 1981                | 1991                | 2001                | 2011                |                     |
| 24 544              | 26 443              | 28 216              | 27 796              | 30 026              | 30 005              | 33 696              | 36 094              | 39 965              | 41 303              | 39 184              | 38 717              | 37 140              | 37 910              | 36 595              |                     |

## Парафії
- Ансан
- Болю
- Віламар
- Кадіма
- Камарнейра
- Кантаньєде
- Кордінян
- Ковойнш
- Кортісейру-де-Сіма
- Муртеде
- Орентан
- Отіл
- Покаріса
- Портунюш
- Сангіньєйра
- Сан-Каетану
- Сепінш
- Тоша
- Фебреш